# Martin Eden
Martin Eden è un romanzo dello scrittore statunitense Jack London, comparso in un primo tempo a puntate nella rivista Pacific Monthly, dal settembre 1908 al settembre del 1909, e successivamente pubblicato in volume unico dalla The Macmillan Company nel settembre 1909.
Racconta la difficile vita di un ragazzo del popolo, un marinaio il cui nome dà il titolo al romanzo, che lotta disperatamente per diventare uno scrittore, ispirato e sostenuto in questo progetto, dal suo amore per la bellezza e per Ruth, una giovane figlia dell'alta borghesia di San Francisco. La differenza di classe fra i due giovani e le relative difficoltà per Martin di farsi accettare come possibile marito di Ruth dalla famiglia di lei darà modo a London di esporre molte delle sue teorie, da convinto socialista qual era.
La vita del protagonista ha qualche somiglianza con quella dell'autore, che all'inizio della sua carriera deve lottare per affermarsi come scrittore. Non pare che ve ne siano altre anche se, sin dai tempi della pubblicazione del libro, molti critici si sono cimentati nel trovarle.
Come ebbe a dire lo stesso London in una nota a Upton Sinclair, «Una delle ragioni per cui ho scritto questo libro è l'attacco all'individualismo (nella persona dell'Eroe). Devo essere stato piuttosto maldestro dato che nessuno dei miei critici se n'è accorto». Il romanzo contiene forti critiche al capitalismo cinico che imperversava all'epoca e che aveva costretto moltissimi statunitensi a una vita di miseria ed espedienti.

## Trama
Martin Eden vive a Oakland all'inizio del 1900. Nonostante sia un marinaio che ha seguito poche classi delle elementari, Martin Eden fa di tutto per elevarsi al di sopra della sua condizione di illetterato iniziando un difficile e appassionato periodo di studi in autonomia per diventare uno scrittore affermato, cosa che sente come un desiderio irrefrenabile. La ragione dichiarata per questo suo volersi affermare, nonostante la sua condizione sociale, è il suo amore per Ruth Morse, sorella minore di Arthur, giovanotto della borghesia di San Francisco che Martin aveva salvato da una rissa.
Arthur lo invita a cena, un po' per ringraziarlo di quanto ha fatto ma anche per mostrare alla sua famiglia un rappresentante di un mondo violento a loro sconosciuto. Anche Martin entra in contatto con un mondo di cui aveva soltanto letto sui libri e capisce che la sua unione con Ruth, di cui subito si innamora, sarebbe possibile solo se riuscisse a colmare la distanza intellettuale e di censo tra lui e la classe di lei. Ruth diventerà la fidanzata di Martin che però sarà sempre osteggiato dalla famiglia che tenterà costantemente di dissuadere la ragazza dal suo proposito di sposarlo.
Dopo un periodo di grandi difficoltà materiali e intenso studio e lavoro su poesie, racconti, libri e saggi durato due anni, Martin riuscirà a raggiungere quella fama e il denaro che aveva desiderato più per Ruth che per se stesso, grazie a un saggio filosofico intitolato La vergogna del Sole, che diventerà il caso letterario dell'anno, suscitando dispute in Stati Uniti ed Europa. Ma questo avverrà solo dopo che due episodi gli avranno prosciugato l'anima: il suicidio del suo caro amico e mecenate Russ Brissenden, scrittore e poeta anch'egli, e l'abbandono da parte della fidanzata, finalmente convinta dai genitori a lasciarlo a causa di un falso articolo scritto su di lui, che lo dipingeva come un fanatico socialista. La ragazza gli scrive una lettera di addio nella quale gli rimprovera, per l'ennesima volta, di non essere riuscito a trovarsi un lavoro e a fare qualche cosa di buono nella vita.
Quasi immediatamente dopo questi due terribili eventi, il successo e il conseguente cambiamento nella posizione sociale di Martin Eden convinceranno tutti coloro i quali l'avevano deriso, sfuggito o odiato in precedenza a cambiare radicalmente opinione e Martin viene invitato a cena dai notabili della città e a tenere conferenze nei circoli più esclusivi di San Francisco. Anche Ruth, spinta segretamente dalla famiglia, tenterà un riavvicinamento per il quale però Martin, completamente disilluso, non dimostrerà il minimo interesse. Anzi, peggio, per la sua visita e il suo amore dichiarato non proverà alcuna emozione.
Martin smette di scrivere e riesce a vendere tutto quanto quello che aveva prodotto nei due anni precedenti, anche le opere meno riuscite, stabilendo lui stesso il prezzo. Aumenta in questo modo la sua ricchezza, tanto da poter facilmente fare fronte ai suoi debiti e mantenere tutte le promesse di rimborso, ritenute farneticanti, che aveva fatto ai pochi amici e parenti che l'avevano, anche se minimamente, aiutato a non morire di fame. In questo periodo l'unica cosa che riempie le giornate di Martin è l'ossessiva domanda su cosa fosse cambiato in lui e nelle sue opere, dato che i lavori che ora gli editori si contendevano e gli compravano a qualunque prezzo erano gli stessi che pochi mesi prima avevano rifiutato, mentre le stesse persone che ora gareggiavano per averlo ospite a cena l'avevano lasciato soffrire la fame.
Il romanzo si conclude con il suicidio di Martin che si annega nel mare che era stata la sua prima casa di marinaio.

## Il finale
Il finale del romanzo contribuì grandemente ad alimentare l'ipotesi mai provata del suicidio dello stesso Jack London, definita dalla biografa Clarice Stasz "un mito biografico". A proposito della sua morte, infatti, la vera causa non è stata mai accertata, ma il suo certificato di morte riporta come causa l'uremia a seguito di forti coliche renali. C'è chi sostiene che una overdose di morfina, che London prendeva per calmare i dolori, possa aver contribuito alla sua morte, ma al contempo si ritiene che possa essere stata comunque involontaria.

## Personaggi principali

### Martin Eden
Un marinaio di limitata cultura ma grande esperienza di vita che si innamora di una giovane figlia della borghesia e decide di istruirsi e diventare un famoso scrittore per poter aspirare a chiedere la sua mano.

### Ruth Morse
La ragazza borghese, studentessa all'università, che si innamora di Eden quando comincia a dargli lezioni di Inglese. Ella è razionalmente disgustata ma emotivamente fortemente attratta dalla natura di Martin selvaggia e aliena per lei. I due si fidanzeranno ma non potranno sposarsi sino a che Martin Eden non abbia uno status sociale sufficientemente elevato. Martin chiede a Ruth due anni di tempo per raggiungere questa meta.

### Lizzie Connolly
Un'operaia di una fabbrica di barattoli che si innamora di Martin che la respinge, in quanto già innamorato di Ruth. Le ruvide mani da lavoratrice di Lizzie marcano per Eden la distanza tra lei e Ruth definendo l'inferiorità della prima. In seguito invece Lizzie farà comprendere a Martin la differenza tra l'amore legato allo stato sociale e quello disinteressato. Lizzie infatti sarà sempre devota a Eden indipendentemente dal fatto che lui sia povero o ricco e famoso e lo amerà solo per se stesso.

### Joe Dawson
Il capo di Martin nella lavanderia che sarà il primo e unico lavoro accettato sulla terra ferma che non fosse da scrittore. Joe, benché completamente diverso da Eden in quanto incapace di avere alcuna ambizione di migliorare la sua condizione sociale o intellettuale, insegnerà a Martin molto, non solo su un nuovo mestiere ma soprattutto come superare le avversità della vita con un certo ottimismo.

### Russ Brissenden
Personaggio enigmatico, incontrato a casa dei Morse, scrittore a sua volta, che diventerà il migliore amico di Eden. Sarà anche un suo sostenitore sia materiale (gli darà una notevole somma di denaro) che intellettuale, mettendo in evidenza le contraddizioni della vita borghese e cercando di convincerlo a riprendere la via del mare fuggendo da una città e una società che l'avrebbero distrutto. Convinto socialista, non riuscirà a spostare Eden dalle sue convinzioni individualiste di stampo nietzschiano, ma lo farà incontrare, in una serata che Martin definirà "la migliore della sua vita" con un gruppo di filosofi che lui chiama "la vera feccia", poveri in canna ma dotati di un'importante indipendenza di pensiero.
Eden, per dimostrare al suo amico che le sue idee sulle riviste erano errate, invierà di nascosto per la pubblicazione l'ultima opera di Brissenden - Ephemera - che verrà accettata ma pubblicata postuma: Eden saprà della fine del suo amico proprio mentre va a dargli la notizia della avvenuta pubblicazione. Quello che succederà dopo convincerà Martin che, nonostante la grossa somma pagata per la poesia, l'amico aveva ragione a considerare disastroso qualunque contatto con quel mondo.

## Martin Eden al cinema e in TV
Il personaggio di Martin Eden è stato portato sullo schermo già dal 1914:
- Martin Eden, regia di Hobart Bosworth, interpretato da Lawrence Peyton (1914)
- Martin Eden, regia di Sidney Salkow - interpretato da Glenn Ford (1942)
- Martin Eden di Giacomo Battiato - interpretato da Christopher Connelly (1979), miniserie TV
- Martin Eden, regia di Pietro Marcello (2019), film ambientato a Napoli invece che San Francisco
- In C'era una volta in America, film di Sergio Leone del 1984, il protagonista Noodles legge Martin Eden.

## Edizioni italiane
- Martin Eden, traduzione di Gian Dàuli, Milano, Modernissima, 1925. Ospitato su Internet Archive. - Milano, Cavallotti Editori, 1948; Roma, Newton Compton, 1993; Santarcangelo di Romagna, Rusconi, 2020.
- Martin Eden, traduzione di Gastone Rossi, Milano, Sonzogno, 1928,  p. 378.
- Martin Eden, traduzione di A. Lami, Sesto San Giovanni, Barion, 1929,  p. 414. - a cura di Sergio Perosa, Milano, Mursia, 1966; Milano, Garzanti, 1975.
- Martin Eden, traduzione di Mario Benzi, Milano, Bietti, 1932.
- Martin Eden, traduzione di Oriana Previtali, Collana BUR, Milano, Rizzoli, 1952,  p. 383.
- Martin Eden, traduzione di Enzo Giachino, Torino, Einaudi, 1977-2023,  p. 394, ISBN 88-06-11830-7.
- Martin Eden, traduzione di Giovanni Baldi, Roma, Editori Riuniti, 1979. - Collana I grandi libri, Milano, Garzanti, 1989-2023.
- Martin Eden, traduzione di Cecilia Scerbanenco, Milano, Frassinelli, 1997. - a cura di Davide Sapienza, Collana Oscar Classici, Milano, Mondadori, 2009-2019, pp. 482, ISBN 88-04-58193-X.
- Martin Eden, traduzione di Paolo Petroni, Introduzione di Vito Amoruso, Roma, L'Espresso-La Repubblica, 2004, 2008.
- Martin Eden, traduzione di C. Farca, Collana Metrò, Faligi, 2013, ISBN 978-88-574-0253-6.
- Martin Eden, traduzione di Stella Sacchini, Collana UEF. I Classici n.252, Milano, Feltrinelli, 2016, ISBN 978-88-079-0252-9.
- Martin Eden, traduzione di Massimo Bocchiola, Collana I Classici, Milano-Firenze, Bompiani, 2023, ISBN 978-88-301-1961-1.